# Bahnhof Papar
Der Bahnhof Papar ist ein Durchgangsbahnhof der Sabah State Railway im Bundesstaat Sabah, Malaysia. Er liegt am Streckenkilometer 38,5 der eingleisigen Strecke Tanjung Aru–Tenom.

## Geschichte
Die Strecke von Beaufort nach Jesselton, dem heutigen Kota Kinabalu sowie der zugehörigen Einrichtungen wurde von der George Pauling & Company im Auftrag der North Borneo Chartered Company gebaut und 1903 fertiggestellt. Historische Photographien im Nationalmuseum von Sabah in Kota Kinabalu zeigen, dass die damaligen Bahnhöfe in der Regel aus einer schilfgrasgedeckten Holzhütte bestanden.
2007 war die gesamte Strecke wegen Wartungs- und Instandhaltungsarbeiten außer Betrieb. In diesem Zusammenhang wurden auch alle Bahnhöfe am Streckenabschnitt Tanjung Aru-Beaufort in einheitlichem Stil renoviert oder neuerrichtet. Die Bahnstrecke wurde am 21. Februar 2011 wiedereröffnet.

## Anlagen
Das während der Sanierung des Streckenabschnitts Tanjung Aru–Beaufort komplettsanierte Bahnhofsgebäude liegt im Stadtzentrum von Papar. Der Zugang zu Gleis 2 erfolgt über eine Fußgängerüberführung.
Zum Bahnhof gehört eine elektrogetriebene Drehscheibe sowie ein kleines Betriebsdepot der Bauabteilung der Sabah State Railway.
Für den Betrieb der historischen Vulcan Dampflok stehen ein Wasserspeicher und ein Wasserkran zur Verfügung.
Nur 150 Meter vom Bahnhof entfernt befindet sich die Eisenbahnbrücke über den Papar River. Trotz einiger Reparaturen und Renovierungsarbeiten in den letzten Jahren hat sich das Aussehen der Eisenbahnbrücke seit dem Zweiten Weltkrieg nicht verändert. In den Plänen der Alliierten zur Rückeroberung von Nord-Borneo von den Japanern spielte sie eine gewisse Rolle. Hinweise auf die Brücke und den Papar River finden sich in Berichten über die Geheimdienstoperationen Agas und Semut und später in den Angriffsplänen für die Operationen Stallion und Oboe 6.

## Bildergalerie

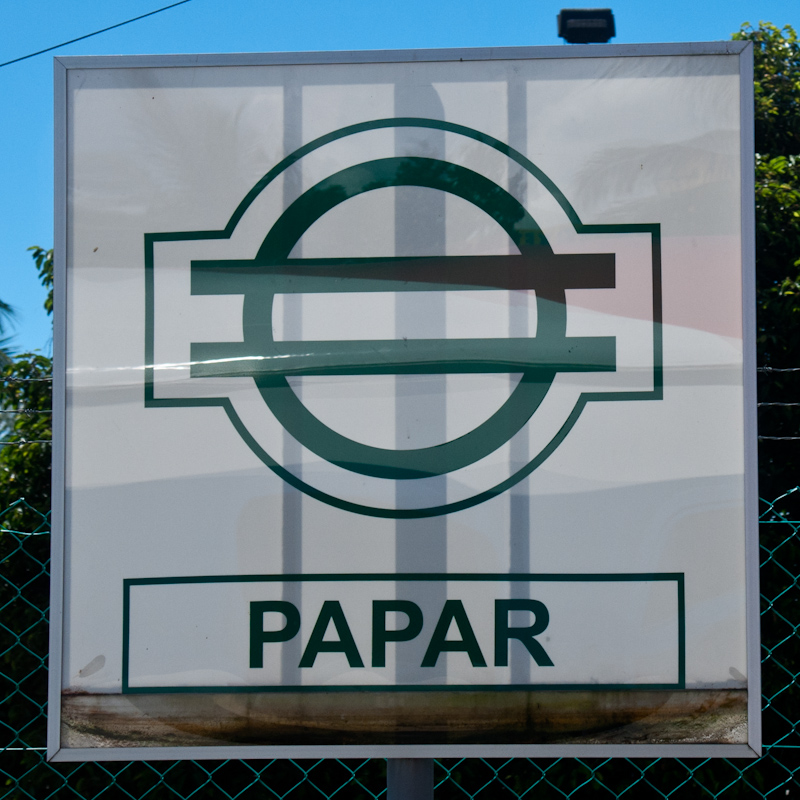
Stationsschild Papar
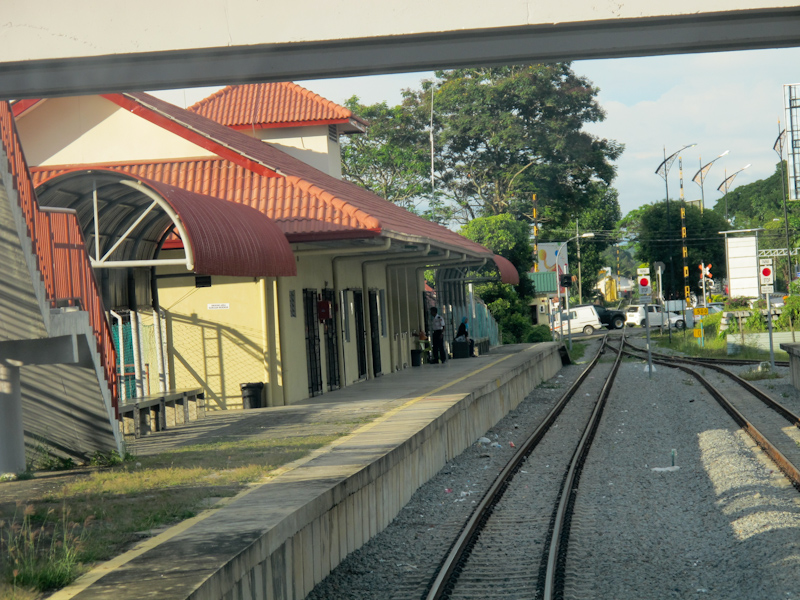
Bahnhof Papar vom Führerstand der Diesellok aus gesehen
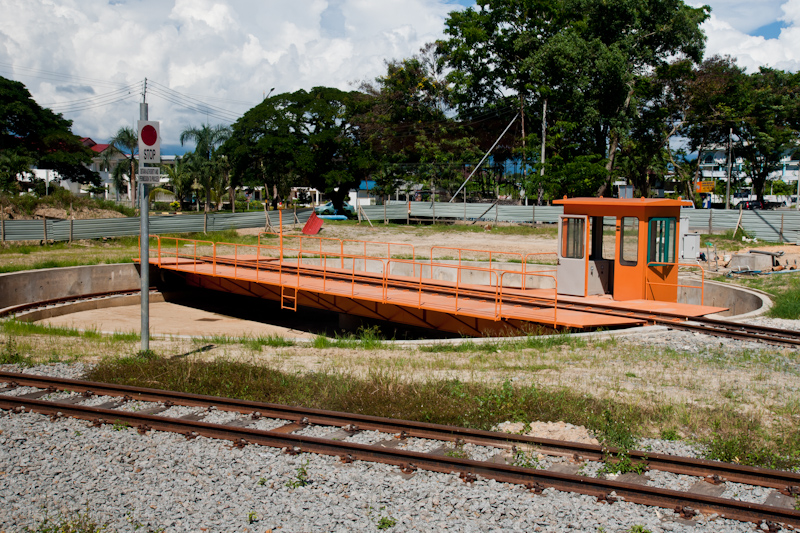
Drehscheibe am Bahnhof Papar
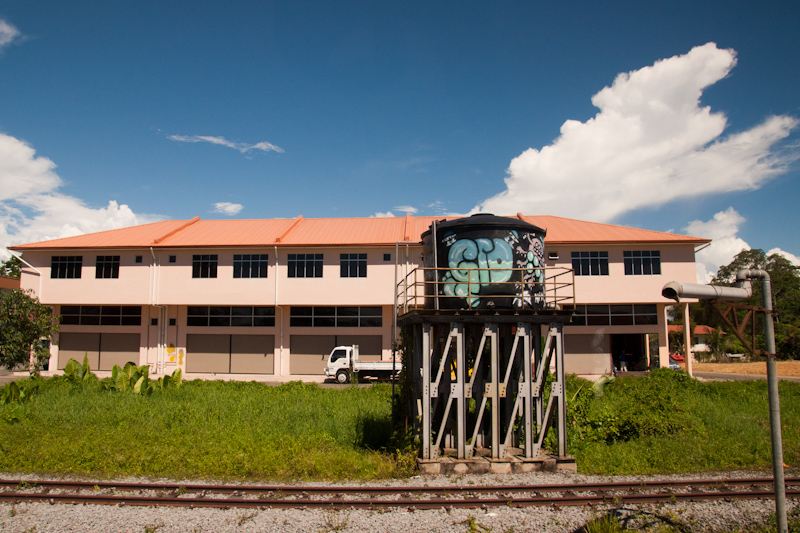
Wasserkran am Bahnhof Papar
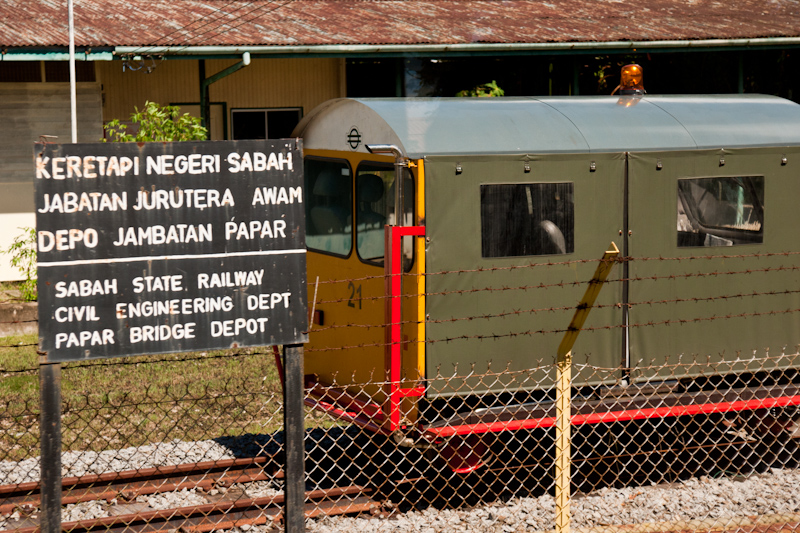
Betriebsdepot Papar